# Муммия Ахаика
Му́ммия Аха́ика (лат. Mummia Achaica; родилась около 35 года до н. э. — умерла после 3 года до н. э.) — римская матрона, мать императора Гальбы.

## Биография
Муммия Ахаика, скорее всего, — внучка легата в 72 или 71 году до н. э. Муммия и Лутации; внучка консула 78 года до н. э. Квинта Лутация Катула; правнучка консула 146 года Луция Муммия.
Была замужем за консулом-суффектом 5 года до н. э. Гаем Сульпицием Гальбой, имела от него сыновей Гая, ординарного консула в 22 году, и Сервия, императора Древнего Рима в 68—69 гг.